# Ved Norgesporten
Ved Norgesporten er en vej i Indre By (København), der fører til Kastellet fra nord og fungerer som en af de primære indgange til det historiske fæstningsværk. Gaden har fået sit navn fra Norgesporten. Den sydlige port hedder Kongeporten. Gaden udspringer fra Langelinie.

## Historie og navn
Porten har fået sit navn for at symbolisere forbindelsen mellem Danmark og Norge, som dengang var i union.